# Here She Comes
«Here She Comes» (en español: «Aquí viene») es una canción grabada por la cantante galesa Bonnie Tyler para la banda sonora de la versión de 1984 de la película de 1927 de Alemania Metrópolis. Fue lanzado en 1984 por CBS Records, escrita por Giorgio Moroder y Peter Bellote, y producido por Moroder. Tyler volvió a grabar la canción en su álbum de 2004 Simply Believe.
La canción llegó más alto en Austria, alcanzando el número 13. En los premios Grammy de 1985, «Here She Comes» fue nominada a la Mejor Interpretación Vocal Rock Femenina, marcando la tercera y última nominación al Grammy de Bonnie Tyler en toda su carrera, después de sus dos nominaciones en el año anterior.

## Comentarios de la crítica
Jim Davidson de The Pittsburgh Press, opinó que la secuencia en Metrópolis que cuenta con «Here She Comes» es «la única correlación derecho-on-the-money de la música y de la imagen», dando el resto de la película una crítica negativa.

## Videoclip
Tyler grabó un video musical de «Here She Comes», que fue lanzado en 1985.

### Sinopsis
El vídeo se encuentra en Londres. Tyler, vestida con un vestido de cuero negro, camina por una calle empedrada llena de estatuas de soldados. De vez en cuando levanta la vista para ver un duplicado de sí misma, vestida con un vestido blanco, de pie en la parte superior de una escalera de incendios, envuelto en sombras. Las estatuas cobran vida y siguen Tyler en el camino. Detrás de ellos sigue un coche negro, conducido por el duplicado de Tyler. Ella huye de ellos como se da cuenta de que las estatuas la siguen a ella, y se encierra dentro de un garaje. El coche se abre paso de las puertas del garaje y los intentos de ejecutar más de Tyler. Ella se escapa por otra puerta y se encuentra en una calle, levantando los ojos al ver una nave espacial en el cielo. La nave espacial desciende y aparece un coche, que Tyler entra y se va. El duplicado persigue a Tyler en su propio coche. Tyler conduce a otro edificio, y como la nave espacial vuela por encima del edificio, las unidades duplicadas dentro como estalla la entrada. La nave espacial se va volando y las estatuas animadas observan.

## Posicionamiento en las listas
| País (1984)                        | Mejor posición |
| ---------------------------------- | -------------- |
| Reino Unido (UK Singles Chart)     | 98             |
| Francia (SNEP)                     | 32             |
| Alemania (Media Control AG)        | 43             |
| Austria (Ö3 Austria Top 40)        | 13             |
| Estados Unidos (Billboard Hot 100) | 76             |

## Premios
| Año  | Categoría                                | Trabajo nominado | Resultado |
| ---- | ---------------------------------------- | ---------------- | --------- |
| 1985 | Mejor interpretación vocal rock femenina | Here She Comes   | Nominada  |

Aparece en
1984 Metrópolis [Original Soundtrack]  
1985 Metrópolis [Vídeo]
1986 Bonnie Tyler [VHS/Video compilación]
1986 Alvin y las ardillas (serie animada)  episodio "Experimento en error", interpretada por The Chipettes
1991 Greatest Hits
1992 Collection    
1995 Straight from the Heart: The Very Best of Bonnie Tyler    
1996 The Very Best of Bonnie Tyler 
1999 Super Hits  
1999 The Best of the Best  
2000 Total Eclipse of the Heart
2003 Holding out for a Hero
2004 Simply Believe [versión de 2004]
2005 Total Eclipse of the Heart 
2006 Collections
2006 Live 
2006 Bonnie On Tour [DVD]
2007 The Complete Bonnie Tyler [Live DVD]